# Comuna de Krzanowice
Krzanowice (polaco: Gmina Krzanowice) é uma gminy (comuna) na Polónia, na voivodia de Santa Cruz e no condado de Raciborski. A sede do condado é a cidade de Krzanowice.
De acordo com os censos de 2004, a comuna tem 6086 habitantes, com uma densidade 129,3 hab/km².

## Área
Estende-se por uma área de 47,06 km², incluindo:
- área agricola: 90%
- área florestal: 0%

## Demografia
Dados de 30 de Junho 2004:
|                      | Total   | Total | Mulheres | Mulheres | Homens  | Homens |
| -------------------- | ------- | ----- | -------- | -------- | ------- | ------ |
|                      | pessoas | %     | pessoas  | %        | pessoas | %      |
| População            | 6086    | 100   | 3107     | 51,1     | 2979    | 48,9   |
| Densidade (pop./km²) | 129,3   | 100   | 66       | 66       | 63,3    | 63,3   |

De acordo com dados de 2002, o rendimento médio per capita ascendia a 1357,18 zł.

## Comunas vizinhas
- Krzyżanowice, Pietrowice Wielkie, Racibórz.